# Václav Čada
Václav Čada (14. září 1942 Olomouc – 1993) byl český a československý historik a politik, po sametové revoluci poslanec Sněmovny lidu Federálního shromáždění za KSČM.

## Biografie
Působil jako profesor vojenských vysokých škol, publikoval práce z dějin marxismu a československé historie, věnoval se zejména období první republiky. Jeho manželkou byla estetička a kunsthistorička Věra Beranová.
Ve volbách roku 1992 byl za KSČM, respektive za koalici Levý blok, zvolen do Sněmovny lidu. Ve Federálním shromáždění setrval do zániku Československa v prosinci 1992. V roce 1993 se účastnil 3. sjezdu KSČM a vystoupil v rozpravě, přičemž referoval o názorech členské základny na úvahy o změně názvu strany.

## Publikace
- 28. říjen 1918: skutečnost, sny a iluze, 1988
- Dějinami k dnešku : (70 let komunistické strany Československa), 1991
- Dějiny KSČ. Díl 1., 1989
- KSČ v období 1921–1948 : strategie a taktika, 1988
- Osvobození Československa Sovětskou armádou, 1984
- Slovenské národní povstání, 1984
- Vznik KSČ jako revoluční strany nového typu, 1986
- Vznik samostatného Československa, 1988[4]